# Mesopithecus
Mesopithecus (от латински средна маймуна) е изчезнал род тънкотели маймуни живели преди 5 - 7 млн. години. Скелети от древните примати са откривани от Западна Европа на югоизток до Южна Азия. Останки от Mesopithecus са откривани и при палеонтологични експедиции в България.

## Класификация
Устройството на скелета и местонахожденията им показват, че представителите на рода са по-близкородствени с азиатския клон на тънкотелите маймуни, отколкото с африканските колобуси. Първоначално се е смятало, че мезопитеците са предшественик на сивите лангури от род Semnopithecus, но по-ново изследване показва тясното им родство с чипоносите маймуни и лангурите дук.
Известни са два основни вида, които се различават по устройството на зъбите и са представители от различни епохи:
- Mesopithecus pentelicus (Wagner, 1839) – от късен миоцен.
- Mesopithecus monspessulanus (Delson et al., 2005) – от плиоцен.

Съществува и трети вид Mesopithecus delsoni (de Bonis et al., 1990), който поради сходството на скелетите с Mesopithecus pentelicus често от някои автори не се приема за отделен.

## Описание
Мезопитеците са били с големината на съвременен макак с дължина на тялото от 40 cm. Били са пригодени едновременно да ходят по земята и дърветата. Предните им крайници са удължени и снабдени с подвижни пръсти, тялото е тънко. Храната им е включвала листа и плодове.